# بطولة العالم لكرة الطائرة للسيدات 1956
أقيمت بطولة العالم لكرة الطائرة للسيدات 1956 في نسختها الثانية في باريس في فرنسا في الفترة من 30 أغسطس وإلى 12 سبتمبر 1956.

## المنتخبات المشاركة
| المجموعة أ - إسرائيل - لوكسمبورغ - الاتحاد السوفيتي - الولايات المتحدة | المجموعة ب - النمسا - الصين - بولندا - ألمانيا الغربية |

| المجموعة ج - بلجيكا - تشيكوسلوفاكيا - هولندا | المجموعة د - بلغاريا - ألمانيا الشرقية - فرنسا |

| المجموعة و - البرازيل - كوريا الشمالية - رومانيا |

## الترتيب النهائي
| 1. الاتحاد السوفيتي 2. رومانيا 3. بولندا 4. تشيكوسلوفاكيا 5. بلغاريا 6. الصين 7. ألمانيا الشرقية 8. كوريا الشمالية 9. الولايات المتحدة 10. هولندا 11. البرازيل 12. فرنسا 13. بلجيكا 14. إسرائيل 15. النمسا 16. ألمانيا الغربية 17. لوكسمبورغ | \| بطولة العالم لكرة الطائرة للسيدات 1956 \| \| -------------------------------------- \| \| · الاتحاد السوفيتي · للمرة الثانية \| |
| بطولة العالم لكرة الطائرة للسيدات 1956 | |
| · الاتحاد السوفيتي · للمرة الثانية | |

## روابط إضافية
- الاتحاد الدولي لكرة الطائرة